# Euphorbia tannensis
Euphorbia tannensis là một loài thực vật có hoa trong họ Đại kích. Loài này được Spreng. mô tả khoa học đầu tiên năm 1807.